# Wierre-au-Bois
Wierre-au-Bois (Nederlands: Wilder) is een gemeente in het Franse departement Pas-de-Calais (regio Hauts-de-France) en telt 242 inwoners (1999). De plaats maakt deel uit van het arrondissement Boulogne-sur-Mer.

## Geografie
De oppervlakte van Wierre-au-Bois bedraagt 3,8 km², de bevolkingsdichtheid is 63,7 inwoners per km².
De onderstaande kaart toont de ligging van Wierre-au-Bois met de belangrijkste infrastructuur en aangrenzende gemeenten.

## Demografie
Onderstaande figuur toont het verloop van het inwonertal (bron: INSEE-tellingen).